# Mezőbő
Mezőbő (románul Boian) falu Romániában, Kolozs megyében.

## Fekvése
Tordától északkeletre fekvő település.

## Története

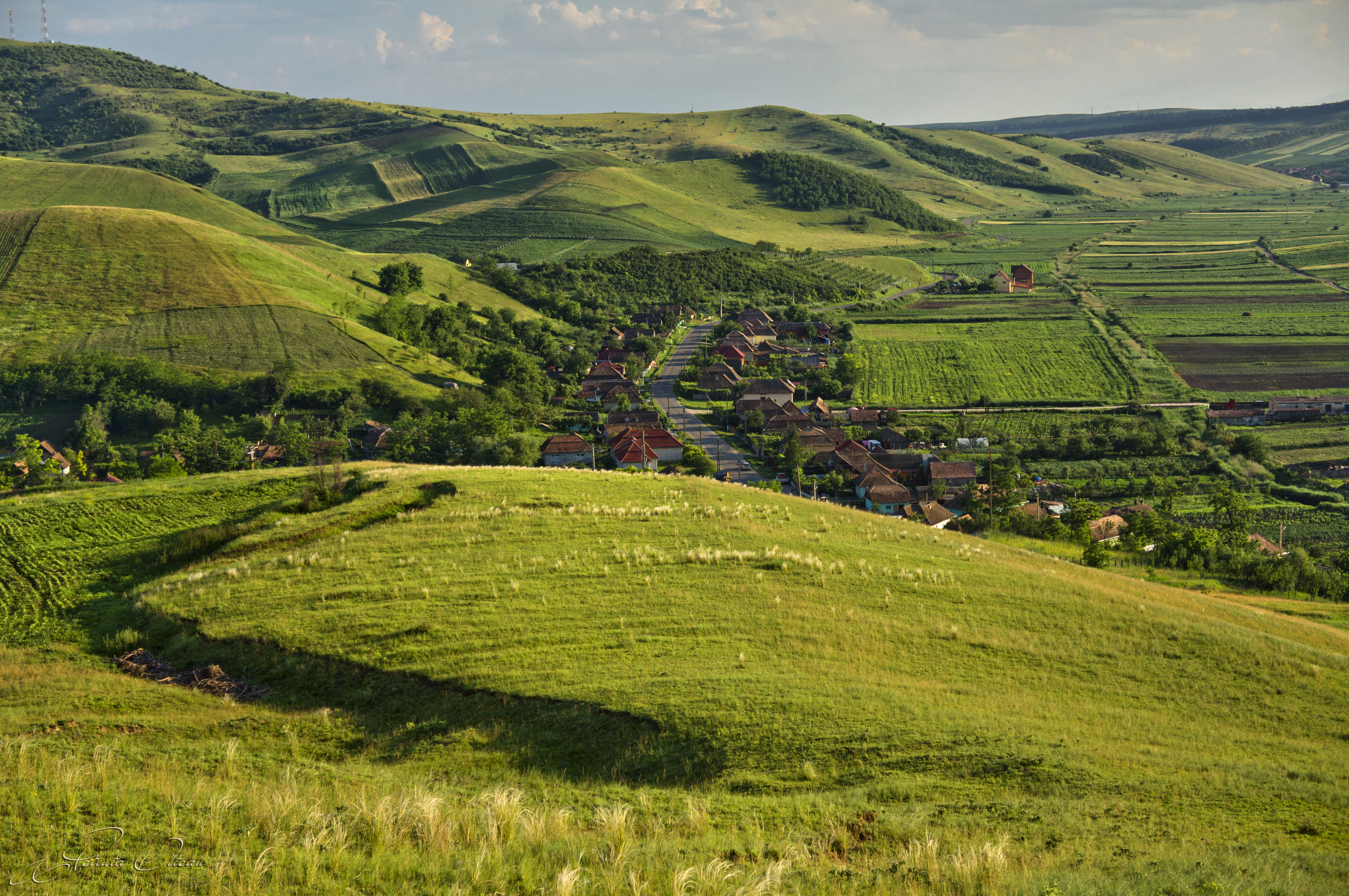
Mezőbő látképe

Határában újkőkorszaki leleteket és római kori falmaradványokat tártak fel.
Első írásbeli említése 1303-ból származik, ekkor t. Bwd néven említették az oklevelek, mint Torda vármegyei földet, melynek felét ekkor Szent Jakabnak szentelt kőtemplommal, Gerendi Miklós comes és testvére Saul magister nővérük férjének, Járai Marcellus fia Dénes magisternek adták, az  erdő kivételével. Bud másik fele Muron fiaié, Járai nemeseké
1524-ben p. Bel néven, mint Gernyeszeg tartozékát említették. Birtokosai a Farnasi Veres, Nagyvölgyi, Peres, Kecseti, Sk. Erdélyi, Szilvási, Gerendi, Csáni, Szentjakabi családok voltak. Szomszédja Mezőszentjakab volt. A két helység 1303  után  különült  el  (Cs  5:  695).
Nevét 1808-ban Boly ~ Bő ~ Böly, Boelndorf ~ Bolendorf, Bej ~ Beje, Bőő, Béj, 1888-ban Mezőböő, Böly, 1913-ban Mezőbő
1850-ben 458 lakosából 438 volt a román, 1992-ben 810-ből 803.